# Seznam výzbroje polských pozemních sil
Toto je seznam výzbroje polských pozemních sil.

## Pěchotní zbraně
| Název                          | Fotografie | Původ                   | Určení                                                 | Ráže               | Poznámky                                                   |
| Pistole                        | Pistole    | Pistole                 | Pistole                                                | Pistole            |                                                            |
| ------------------------------ | ---------- | ----------------------- | ------------------------------------------------------ | ------------------ | ---------------------------------------------------------- |
| FB VIS 100                     |            | Polsko                  | poloautomatická pistole                                | 9×19 mm Parabellum | nová standardní pistole                                    |
| P-83                           |            | Polsko                  | poloautomatická pistole                                | 9×18 mm Makarov    |                                                            |
| Walther P99                    |            | Německo                 | poloautomatická pistole                                | 9×19 mm Parabellum |                                                            |
| WIST-94                        |            | Polsko                  | poloautomatická pistole                                | 9×19 mm Parabellum |                                                            |
| Samopaly                       |            |                         |                                                        |                    |                                                            |
| PM-84 Glauberyt                |            | Polsko                  | samopal                                                | 9×19 mm Parabellum |                                                            |
| Brokovnice                     |            |                         |                                                        |                    |                                                            |
| Mossberg 500                   |            | USA                     | brokovnice                                             | 12 gauge           |                                                            |
| Útočné pušky a karabiny        |            |                         |                                                        |                    |                                                            |
| FB MSBS Grot                   |            | Polsko                  | útočná puška                                           | 5.56×45 mm NATO    | nová standardní útočná puška                               |
| FB Beryl                       |            | Polsko                  | útočná puška                                           | 5.56×45 mm NATO    | standardní útočná puška                                    |
| FB Mini-Beryl                  |            | Polsko                  | karabina                                               | 5.56×45 mm NATO    |                                                            |
| Odstřelovací pušky             |            |                         |                                                        |                    |                                                            |
| Dragunov                       |            | Sovětský svaz           | puška pro přesnou střelbu                              | 7.62×54 mm R       |                                                            |
| Bor                            |            | Polsko                  | odstřelovací puška                                     | 7.62×51 mm NATO    |                                                            |
| SAKO TRG                       |            | Finsko                  | odstřelovací puška                                     | 7.62×51 mm NATO    |                                                            |
| WKW Tor                        |            | Polsko                  | odstřelovací puška                                     | 12.7×99 mm NATO    |                                                            |
| Kulomety                       |            |                         |                                                        |                    |                                                            |
| MG3                            |            | Německo                 | univerzální kulomet                                    | 7.62×51 mm NATO    | Lafetovány na tancích Leopard 2.                           |
| M240                           |            | USA                     | univerzální kulomet                                    | 7.62×51 mm NATO    | Varianta M240C, lafetovaná na tancích M1 Abrams.           |
| UKM-2000                       |            | Polsko                  | univerzální kulomet                                    | 7.62×51 mm NATO    |                                                            |
| PK                             |            | Sovětský svaz           | univerzální kulomet                                    | 7.62×54 mm R       | standardní kulomet                                         |
| DŠK                            |            | Sovětský svaz           | těžký kulomet                                          | 12.7×108 mm        |                                                            |
| NSV                            |            | Sovětský svaz           | těžký kulomet                                          | 12.7×108 mm        |                                                            |
| WKM-B                          |            | Polsko                  | těžký kulomet                                          | 12.7×99 mm NATO    | Polská úprava kulometu NSV pro střelivo 12,7 mm NATO.      |
| M2 Browning                    |            | USA                     | velkorážný kulomet                                     | 12.7×99 mm NATO    | Lafetovaný na tancích M1 Abrams.                           |
| Granátomety                    |            |                         |                                                        |                    |                                                            |
| Pallad                         |            | Polská lidová republika | podvěsný granátomet wz. 1974 ruční granátomet wz. 1983 | 40 × 47 mm SR      |                                                            |
| Mk 19                          |            | USA                     | automatický granátomet                                 | 40×53 mm           |                                                            |
| Daewoo K4                      |            | Jižní Korea             | automatický granátomet                                 | 40×53 mm           | Několik set kusů objednáno v červenci 2022.                |
| Pancéřovky a bezzákluzová děla |            |                         |                                                        |                    |                                                            |
| Carl Gustav M4                 |            | Švédsko                 | pancéřovka                                             | 84 mm              | Ve službě u výsadkářů a speciálních jednotek.              |
| RPG-75                         |            | Československo          | pancéřovka                                             | 68 mm              |                                                            |
| M72 LAW                        |            | USA                     | pancéřovka                                             | 66 mm              | Objednáno cca 10 000 pancéřovek.                           |
| RPG-7                          |            | Sovětský svaz           | pancéřovka                                             | 40 mm              |                                                            |
| SPG-9                          |            | Sovětský svaz           | bezzákluzové dělo                                      | 73 mm              | Používána jen u výsadkářů.                                 |
| Protitankové řízené střely     |            |                         |                                                        |                    |                                                            |
| FGM-148 Javelin                |            | USA                     | PTŘS                                                   | 127 mm             | 60 systémů a 180 střel verze FGM-148F                      |
| Spike                          |            | Izrael                  | PTŘS                                                   | 130 mm             | 264 systémů a 2675 střel Spike-LR                          |
| Minomety                       |            |                         |                                                        |                    |                                                            |
| LM-60                          |            | Polsko                  | lehký minomet                                          | 60 mm              |                                                            |
| LMP-2017                       |            | Polsko                  | lehký minomet                                          | 60 mm              |                                                            |
| LRM vz. 99 ANTOS               |            | Česko                   | lehký minomet                                          | 60,7 mm            |                                                            |
| M1943                          |            | Sovětský svaz           | těžký minomet                                          | 120 mm             | V budoucnu by měly být nahrazeny samohybnými minomety Rak. |

## Protivzdušná obrana
| Zbraňový systém     | Fotografie          | Původ                      | Určení                                                | Verze                                     | Počet odpalovacích zařízení | Poznámky                                                                       |
| Protivzdušná obrana | Protivzdušná obrana | Protivzdušná obrana        | Protivzdušná obrana                                   | Protivzdušná obrana                       | Protivzdušná obrana         | Protivzdušná obrana                                                            |
| ------------------- | ------------------- | -------------------------- | ----------------------------------------------------- | ----------------------------------------- | --------------------------- | ------------------------------------------------------------------------------ |
| Grom                |                     | Polsko                     | MANPADS                                               |                                           | 480                         | 2000 střel                                                                     |
| Piorun              |                     | Polsko                     | MANPADS                                               |                                           | 420                         | 1300 střel                                                                     |
| Poprad              |                     | Polsko                     | protiletadlový raketový komplet velmi krátkého dosahu |                                           | 77                          |                                                                                |
| 2K12 Kub            |                     | Sovětský svaz              | protiletadlový raketový komplet krátkého dosahu       | 2K12 Kub-M                                | 20                          |                                                                                |
| 9K33 Osa            |                     | Sovětský svaz              | protiletadlový raketový komplet krátkého dosahu       | 9K33M2 Osa-AK 9K33M2 Osa-AKM 9K33M2 Osa-P | 64                          | 16 baterií                                                                     |
| Narew               |                     | Spojené království/ Polsko | protiletadlový raketový komplet krátkého dosahu       |                                           | 0 (+6)                      | Celkem v plánu 23 baterií, přičemž každá bude obsahovat 3 odpalovací zařízení. |
| MIM-104 Patriot     |                     | USA                        | protiletadlový raketový komplet dlouhého dosahu       | Patriot PAC-3+                            | 0 (+16)                     |                                                                                |
| ZU-23-2             |                     | Sovětský svaz              | protiletadlový kanón                                  | ZU-23-2 ZUR-23-2KG Jodek-G                | 530                         |                                                                                |
| ZSU-23-4            |                     | Sovětský svaz              | samohybný protiletadlový systém                       |                                           | 28                          |                                                                                |
| Hibneryt            |                     | Polsko                     | samohybný protiletadlový systém                       |                                           | 70                          |                                                                                |

## Dělostřelectvo
| Zbraňový systém       | Fotografie            | Původ                 | Určení                      | Verze                 | Počet                 | Poznámky                                                   |
| Dělostřelecké systémy | Dělostřelecké systémy | Dělostřelecké systémy | Dělostřelecké systémy       | Dělostřelecké systémy | Dělostřelecké systémy | Dělostřelecké systémy                                      |
| --------------------- | --------------------- | --------------------- | --------------------------- | --------------------- | --------------------- | ---------------------------------------------------------- |
| K9 Thunder            |                       | Jižní Korea/ Polsko   | samohybná kanónová houfnice | K9A1 K9PL             | 24 (+188) 0 (+624)    |                                                            |
| AHS Krab              |                       | Polsko                | samohybná kanónová houfnice |                       | 64 (+40)              |                                                            |
| ShKH vz. 77 DANA      |                       | Československo        | samohybná kanónová houfnice | Dana-T Dana-M         | 108 3                 |                                                            |
| 2S1 Gvozdika          |                       | Sovětský svaz         | samohybná kanónová houfnice |                       | 198                   |                                                            |
| M120 Rak              |                       | Polsko                | samohybný minomet           |                       | 93 (+29)              |                                                            |
| HIMARS                |                       | USA                   | samohybný raketomet         |                       | 0 (+200)              |                                                            |
| K239 Chunmoo          |                       | Jižní Korea           | samohybný raketomet         |                       | 0 (+288)              | Objednány v říjnu 2022, první mají dorazit už v roce 2023. |
| WR-40 Langusta        |                       | Polsko                | samohybný raketomet         |                       | 75                    |                                                            |
| RM-70                 |                       | Československo        | samohybný raketomet         | RM-70/85              | 29                    |                                                            |
| BM-21 Grad            |                       | Sovětský svaz         | samohybný raketomet         |                       | 93                    |                                                            |

## Obrněná vozidla
| Vozidlo                    | Fotografie   | Původ                   | Určení                        | Verze                                  | Počet              | Poznámky |
| Bojové tanky               | Bojové tanky | Bojové tanky            | Bojové tanky                  | Bojové tanky                           | Bojové tanky       | Bojové tanky                                                                                                   |
| -------------------------- | ------------ | ----------------------- | ----------------------------- | -------------------------------------- | ------------------ | --- |
| K2 Black Panther           |              | Jižní Korea/ Polsko     | hlavní bojový tank            | K2 K2PL                                | 15 (+170) 0 (+820) | |
| M1 Abrams                  |              | USA                     | hlavní bojový tank            | M1A2 SEP v3 M1A1                       | 28 (+222) 0 (+116) | |
| Leopard 2                  |              | Německo                 | hlavní bojový tank            | Leopard 2 A4 Leopard 2 A5 Leopard 2 NJ | 83 105 2           | |
| Leopard 2PL                |              | Německo/ Polsko         | hlavní bojový tank            | Leopard 2PL Leopard 2PLM1              | 24 21              | |
| PT-91 Twardy               |              | Polsko                  | hlavní bojový tank            |                                        | 232                | V červenci 2022 Polsko předalo neupřesněný počet PT-91 ukrajinské armádě.                                      |
| T-72                       |              | Sovětský svaz           | hlavní bojový tank            |                                        | 69+                | |
| Bojová vozidla pěchoty     |              |                         |                               |                                        |                    | |
| BMP-1                      |              | Československo          | bojové vozidlo pěchoty        | BWP-1 BWP-1D                           | 1100               | Budou nahrazeny typem BWP Borsuk.                                                                              |
| BWP Borsuk                 |              | Polsko                  | bojové vozidlo pěchoty        |                                        | 0 (+14)            | Prvních 14 kusů má převzít armáda počátkem roku 2023. Celkem se plánuje zavést do služby zhruba 1400 obrněnců. |
| KTO Rosomak                |              | Finsko/ Polsko          | kolové bojové vozidlo pěchoty |                                        | 781                | Licenční verze finského typu Patria AMV                                                                        |
| Obrněné transportéry       |              |                         |                               |                                        |                    | |
| MT-LB                      |              | Sovětský svaz           | obrněný transportér           |                                        | 55                 | |
| Průzkumná vozidla          |              |                         |                               |                                        |                    | |
| BRDM-2                     |              | Sovětský svaz           | kolové průzkumné vozidlo      |                                        | 329                | |
| LPU Wirus 4                |              | Polsko                  | průzkumné vozidlo             |                                        | 25 (+93)           | |
| MRAP                       |              |                         |                               |                                        |                    | |
| Cougar                     |              | USA                     | MRAP                          | 4x4                                    | 274 (+26)          | |
| LOV                        |              |                         |                               |                                        |                    | |
| HMMWV                      |              | USA                     | LOV                           |                                        | 150+               | |
| Skorpion-3                 |              | Polsko                  | LOV                           |                                        | 90                 | |
| Speciání tanky             |              |                         |                               |                                        |                    | |
| M88                        |              | USA                     | vyprošťovací tank             | M88A2                                  | 0 (+26)            | |
| WZT-2                      |              | Polská lidová republika | vyprošťovací tank             |                                        | 40                 | |
| WZT-3M                     |              | Polsko                  | vyprošťovací tank             |                                        | 29                 | |
| Bergepanzer 2              |              | Západní Německo         | vyprošťovací tank             | Bergepanzer 2PL                        | 28                 | |
| M1110 Joint Assault Bridge |              | USA                     | mostní tank                   |                                        | 0 (+17)            | |
| Leopard Biber              |              | Západní Německo         | mostní tank                   |                                        | 6                  | |
| BLG-67                     |              | Polská lidová republika | mostní tank                   | BLG-67M2                               | 126                | |

## Automobilová technika
| Vozidlo                   | Fotografie                | Původ                     | Určení                    | Verze                     | Počet                     | Poznámky                  |
| Osobní terénní automobily | Osobní terénní automobily | Osobní terénní automobily | Osobní terénní automobily | Osobní terénní automobily | Osobní terénní automobily | Osobní terénní automobily |
| ------------------------- | ------------------------- | ------------------------- | ------------------------- | ------------------------- | ------------------------- | ------------------------- |
| Tarpan Honker             |                           | Polsko                    | terénní pickup            |                           | 1450                      |                           |
| Ford Ranger               |                           | USA                       | terénní pickup            |                           | 648                       |                           |
| Mercedes-Benz třídy G     |                           | Německo                   | terénní automobil         |                           | 140                       |                           |
| Dodávkové automobily      |                           |                           |                           |                           |                           |                           |
| Volkswagen Crafter        |                           | Německo                   |                           |                           | 134                       |                           |
| Volkswagen Transporter    |                           | Německo                   |                           |                           | 267                       |                           |
| Nákladní automobily       |                           |                           |                           |                           |                           |                           |
| Star                      |                           | Polsko                    | nákladní automobil        |                           | 6030                      |                           |
| Jelcz                     |                           | Polsko                    | nákladní automobil        |                           | 1490                      |                           |
| Mercedes-Benz             |                           | Německo                   | nákladní automobil        | Mercedes-Benz 1017A       | 211                       |                           |
| Iveco                     |                           | Itálie                    | nákladní automobil        |                           | 460                       |                           |

## Vrtulníky
| Zbraňový systém       | Fotografie        | Původ             | Určení               | Verze             | Počet             | Poznámky                  |
| Bitevní vrtulníky     | Bitevní vrtulníky | Bitevní vrtulníky | Bitevní vrtulníky    | Bitevní vrtulníky | Bitevní vrtulníky | Bitevní vrtulníky         |
| --------------------- | ----------------- | ----------------- | -------------------- | ----------------- | ----------------- | ------------------------- |
| AH-64 Apache          |                   | USA               | bitevní vrtulník     | AH-64E            | 0 (+96)           | Mají nahradit Mi-24.      |
| Mil Mi-24             |                   | Sovětský svaz     | bitevní vrtulník     | Mi-24W Mi-24D     | 30                |                           |
| Víceúčelové vrtulníky |                   |                   |                      |                   |                   |                           |
| Leonardo AW149        |                   | Itálie            | víceúčelový vrtulník |                   | 0 (+32)           | Objednány v červnu 2022.  |
| PZL Mi-2              |                   | Sovětský svaz     | víceúčelový vrtulník |                   | 41                |                           |
| PZL W-3               |                   | Polsko            | víceúčelový vrtulník |                   | 38                | Mají být nahrazeny AW149. |
| Mil Mi-8/Mil Mi-17    |                   | Sovětský svaz     | víceúčelový vrtulník |                   | 27                |                           |
| Výcvikové vrtulníky   |                   |                   |                      |                   |                   |                           |
| PZL Mi-2              |                   | Sovětský svaz     | výcvikový vrtulník   |                   | 2                 |                           |